# Бизюк
Бизюк — река в России, протекает в Ровенском районе Саратовской области, небольшой участок русла в Старополтавском районе Волгоградской области. Устье реки находится в 61 км по правому берегу реки Еруслан. Длина реки составляет 51 км, площадь водосборного бассейна — 662 км².
На берегах реки — населённые пункты: Кривояр, Новокаменка, Песчаное, Речной.

## Данные водного реестра
По данным государственного водного реестра России относится к Нижневолжскому бассейновому округу, водохозяйственный участок реки — Еруслан от истока и до устья. Речной бассейн реки — Волга от верхнего Куйбышевского водохранилища до впадения в Каспий.
Код объекта в государственном водном реестре — 11010002012112100011199.